# Terra Nossa
Terra Nossa é um programa apresentado por César Mourão e transmitido desde 27 de maio de 2018, na SIC.
Da primeira à terceira temporada o programa percorria as localidades de grandes personalidades para lhes prestar homenagem. A partir da quarta temporada, cada episódio homenageia uma cidade portuguesa, destacando os locais mais emblemáticos e as "personagens" mais carismáticas da região.
O programa foi criado e emitido pela primeira vez na Catalunha.

## Conceito
| Temporada | Temporada       | Episódios       | Episódios       | Originalmente exibido  | Originalmente exibido  | Originalmente exibido |
| Temporada | Temporada       | Episódios       | Episódios       | Estreia da temporada   | Final da temporada     | Emissora              |
| --------- | --------------- | --------------- | --------------- | ---------------------- | ---------------------- | --------------------- |
|           | 1               | 4               | 4               | 27 de maio de 2018     | 17 de junho de 2018    | Domingos              |
|           | 2               | 6               | 6               | 9 de setembro de 2018  | 14 de outubro de 2018  | Domingos              |
|           | 3               | 16              | 16              | 6 de julho de 2019     | 19 de outubro de 2019  | Sábados               |
|           | Especial 1      | Especial 1      | Especial 1      | 31 de dezembro de 2019 | 31 de dezembro de 2019 | Sábados               |
|           | 4               | 13              | 13              | 8 de agosto de 2020    | 31 de outubro de 2020  | Sábados               |
|           | Especial 2      | Especial 2      | Especial 2      | 31 de dezembro de 2020 | 31 de dezembro de 2020 | Sábados               |
|           | 5               | 14              | 14              | 4 de setembro de 2021  | 4 de dezembro de 2021  | Sábados               |
|           | Especiais 3 e 4 | Especiais 3 e 4 | Especiais 3 e 4 | 12 de junho de 2021    | 19 de junho de 2021    | Sábados               |
|           | 6               | 13              | 13              | 3 de setembro de 2022  | 26 de novembro de 2022 | Sábados e Domingos    |
|           | 7               | 18              | 18              | 1 de julho de 2023     | 2 de dezembro de 2024  | Sábados               |
|           | 8               | 18              | 18              | 8 de junho de 2024     | 25 de dezembro de 2024 | Sábados e Domingos    |
|           | Especial 5      | Especial 5      | Especial 5      | 22 de junho de 2024    | 22 de junho de 2024    | Sábados               |
|           | 9               | ASA             | ASA             | 21 de junho de 2025    | ASA                    | Sábados               |

César Mourão vai descobrir as localidades de personalidades que se destacam nas mais variadas áreas.
O humorista e apresentador tem apenas 48 horas para recolher o maior número de informações e histórias sobre a personalidade e a localidade em destaque. No final deste período, prepara um espetáculo de stand-up exclusivo que será apresentado perante uma plateia muito especial: os protagonistas das histórias que fomos ouvindo e os habitantes da terra. Tudo isto sem rede e... completamente improvisado.
César Mourão mostra em palco o orgulho das gentes de TERRA NOSSA.

## Temporada 1
A primeira temporada de Terra Nossa estreou a 27 de maio e terminou a 17 de junho de 2018 na SIC. O programa é apresentado por César Mourão.

### Episódios
| # | ## | Título       | Homenageado       | Localidade  | Exibição original   |
| - | -- | ------------ | ----------------- | ----------- | ------------------- |
| 1 | 1  | "Episódio 1" | Cristiano Ronaldo | Madeira     | 27 de maio de 2018  |
| 2 | 2  | "Episódio 2" | Rui Patrício      | Matoeira    | 3 de junho de 2018  |
| 3 | 3  | "Episódio 3" | Fernando Santos   | Gaeiras     | 10 de junho de 2018 |
| 4 | 4  | "Episódio 4" | William Carvalho  | Mira Sintra | 17 de junho de 2018 |

## Temporada 2
A segunda temporada de Terra Nossa estreou a 9 de setembro e terminou a 14 de outubro de 2018 na SIC. O programa é apresentado por César Mourão.

### Episódios
| #  | ## | Título        | Homenageado             | Localidade           | Exibição original      |
| -- | -- | ------------- | ----------------------- | -------------------- | ---------------------- |
| 5  | 1  | "Episódio 5"  | Tony Carreira           | Pampilhosa da Serra  | 9 de setembro de 2018  |
| 6  | 2  | "Episódio 6"  | José Mourinho           | Setúbal              | 16 de setembro de 2018 |
| 7  | 3  | "Episódio 7"  | Marcelo Rebelo de Sousa | Cascais              | 23 de setembro de 2018 |
| 8  | 4  | "Episódio 8"  | Daniela Ruah            | Carcavelos           | 30 de setembro de 2018 |
| 9  | 5  | "Episódio 9"  | Quim Barreiros          | Vila Praia de Âncora | 7 de outubro de 2018   |
| 10 | 6  | "Episódio 10" | Pinto da Costa          | Porto                | 14 de outubro de 2018  |

## Temporada 3
A terceira temporada de Terra Nossa estreou a 6 de julho e terminou a 19 de outubro de 2019 na SIC. O programa é apresentado por César Mourão.

### Episódios
| #  | ## | Título        | Homenageado          | Localidade                      | Exibição original      |
| -- | -- | ------------- | -------------------- | ------------------------------- | ---------------------- |
| 11 | 1  | "Episódio 11" | Dolores Aveiro       | Madeira                         | 6 de julho de 2019     |
| 12 | 2  | "Episódio 12" | Jorge Jesus          | Amadora                         | 13 de julho de 2019    |
| 13 | 3  | "Episódio 13" | José Cid             | Mogofores                       | 20 de julho de 2019    |
| 14 | 4  | "Episódio 14" | Sérgio Conceição     | Coimbra                         | 27 de julho de 2019    |
| 15 | 5  | "Episódio 15" | Emanuel              | Covas do Douro                  | 3 de agosto de 2019    |
| 16 | 6  | "Episódio 16" | Emigrantes nos EUA   | Newark                          | 10 de agosto de 2019   |
| 17 | 7  | "Episódio 17" | Emigrantes no Canadá | Toronto                         | 17 de agosto de 2019   |
| 18 | 8  | "Episódio 18" | Craques da Bola      | Vila do Conde e Póvoa de Varzim | 24 de agosto de 2019   |
| 19 | 9  | "Episódio 19" | Paulo Futre          | Montijo                         | 31 de agosto de 2019   |
| 20 | 10 | "Episódio 20" | Emigrantes na Suíça  | Genebra                         | 7 de setembro de 2019  |
| 21 | 11 | "Episódio 21" | Emigrantes em França | Paris                           | 14 de setembro de 2019 |
| 22 | 12 | "Episódio 22" | Roberto Leal         | Macedo de Cavaleiros            | 21 de setembro de 2019 |
| 23 | 13 | "Episódio 23" | Mariza               | Mouraria                        | 28 de setembro de 2019 |
| 24 | 14 | "Episódio 24" | João Félix           | Viseu                           | 5 de outubro de 2019   |
| 25 | 15 | "Episódio 25" | Toy                  | Palmela                         | 12 de outubro de 2019  |
| 26 | 16 | "Episódio 26" | Nazaré               | Nazaré                          | 19 de outubro de 2019  |

#### Especial Fim de Ano
| Título                         | Homenageado                            | Localidade | Exibição original      |
| ------------------------------ | -------------------------------------- | ---------- | ---------------------- |
| "Episódio Especial Fim de Ano" | Descoberta dos maiores segredos da SIC | SIC        | 31 de dezembro de 2019 |

## Temporada 4
A quarta temporada de Terra Nossa estreou a 8 de agosto e terminou a 31 de outubro de 2020 na SIC. O programa é apresentado por César Mourão.
A partir da quarta temporada, cada episódio homenageia uma cidade portuguesa, destacando os locais mais emblemáticos e as "personagens" mais carismáticas da região.

### Episódios
| #  | ## | Título        | Homenageado     | Localidade Homenageada | Exibição original      | Cód. de produção |
| -- | -- | ------------- | --------------- | ---------------------- | ---------------------- | ---------------- |
| 27 | 1  | "Episódio 27" | Sem homenageado | Aveiro                 | 8 de agosto de 2020    | ASD              |
| 28 | 2  | "Episódio 28" | Sem homenageado | Mirandela              | 15 de agosto de 2020   | ASD              |
| 29 | 3  | "Episódio 29" | Sem homenageado | Guimarães              | 22 de agosto de 2020   | ASD              |
| 30 | 4  | "Episódio 30" | Sem homenageado | Ponte de Lima          | 29 de agosto de 2020   | ASD              |
| 31 | 5  | "Episódio 31" | Fernando Rocha  | Rio Tinto              | 5 de setembro de 2020  | ASD              |
| 32 | 6  | "Episódio 32" | Nel Monteiro    | Albergaria-a-Velha     | 12 de setembro de 2020 | ASD              |
| 33 | 7  | "Episódio 33" | Sem homenageado | Viana do Castelo       | 19 de setembro de 2020 | ASD              |
| 34 | 8  | "Episódio 34" | Sem homenageado | Serra da Estrela       | 26 de setembro de 2020 | ASD              |
| 35 | 9  | "Episódio 35" | Rosa Mota       | Porto                  | 3 de outubro de 2020   | ASD              |
| 36 | 10 | "Episódio 36" | Sem homenageado | Braga                  | 10 de outubro de 2020  | ASD              |
| 37 | 11 | "Episódio 37" | Sem homenageado | Best off               | 17 de outubro de 2020  | ASD              |
| 38 | 12 | "Episódio 38" | António Zambujo | Beja                   | 24 de outubro de 2020  | ASD              |
| 39 | 13 | "Episódio 39" | Sem homenageado | Tavira                 | 31 de outubro de 2020  | ASD              |

#### Especial Fim de Ano
| Título                         | Homenageado     | Localidade | Exibição original      |
| ------------------------------ | --------------- | ---------- | ---------------------- |
| "Episódio Especial Fim de Ano" | Sem homenageado | SIC        | 31 de dezembro de 2020 |

## Temporada 5
A quinta temporada de Terra Nossa estreou a 4 de setembro na SIC. O programa é apresentado por César Mourão.
Antes da estreia oficial da temporada, foram emitidos dois episódios especiais dedicados ao Euro 2020.

### Episódios
| #  | ## | Título        | Homenageado         | Localidade Homenageada | Exibição original      | Cód. de produção |
| -- | -- | ------------- | ------------------- | ---------------------- | ---------------------- | ---------------- |
| 40 | 1  | "Episódio 40" | Sem homenageado     | Caldas da Rainha       | 4 de setembro de 2021  | ASD              |
| 41 | 2  | "Episódio 41" | Sem homenageado     | Amarante               | 11 de setembro de 2021 | ASD              |
| 42 | 3  | "Episódio 42" | Pizzi               | Bragança               | 18 de setembro de 2021 | ASD              |
| 43 | 4  | "Episódio 43" | Sem homenageado     | Luxemburgo             | 25 de setembro de 2021 | ASD              |
| 44 | 5  | "Episódio 44" | Sem homenageado     | Penafiel               | 2 de outubro de 2021   | ASD              |
| 45 | 6  | "Episódio 45" | Sem homenageado     | Castelo Branco         | 9 de outubro de 2021   | ASD              |
| 46 | 7  | "Episódio 46" | Sem homenageado     | Cabo Verde             | 16 de outubro de 2021  | ASD              |
| 47 | 8  | "Episódio 47" | Sem homenageado     | Barcelos               | 23 de outubro de 2021  | ASD              |
| 48 | 9  | "Episódio 48" | Luís Marques Mendes | Fafe                   | 30 de outubro de 2021  | ASD              |
| 49 | 10 | "Episódio 49" | Sem homenageado     | Ferreira do Zêzere     | 6 de novembro de 2021  | ASD              |
| 50 | 11 | "Episódio 50" | Sem homenageado     | Vila Real              | 13 de novembro de 2021 | ASD              |
| 51 | 12 | "Episódio 51" | Sem homenageado     | Figueira da Foz        | 20 de novembro de 2021 | ASD              |
| 52 | 13 | "Episódio 52" | Sem homenageado     | Sintra                 | 27 de novembro de 2021 | ASD              |
| 53 | 14 | "Episódio 53" | Sem homenageado     | Campo Maior            | 4 de dezembro de 2021  | ASD              |

#### Especial Euro 2020
| Título               | Homenageado     | Localidade | Exibição original   |
| -------------------- | --------------- | ---------- | ------------------- |
| "Especial Euro 2020" | João Moutinho   | Portimão   | 12 de junho de 2021 |
| "Especial Euro 2020" | Bruno Fernandes | Maia       | 19 de junho de 2021 |

## Temporada 6
A sexta temporada de Terra Nossa estreou a 3 de setembro de 2022, na SIC. O programa é apresentado por César Mourão.

### Episódios
| #  | ## | Título        | Homenageado     | Localidade Homenageada | Exibição original      | Cód. de produção |
| -- | -- | ------------- | --------------- | ---------------------- | ---------------------- | ---------------- |
| 54 | 1  | "Episódio 54" | Sem homenageado | Peso da Régua          | 3 de setembro de 2022  | ASD              |
| 55 | 2  | "Episódio 55" | Sem homenageado | Esposende              | 10 de setembro de 2022 | ASD              |
| 56 | 3  | "Episódio 56" | Sem homenageado | Sines                  | 17 de setembro de 2022 | ASD              |
| 57 | 4  | "Episódio 57" | Sem homenageado | Vila Nova de Foz Côa   | 24 de setembro de 2022 | ASD              |
| 58 | 5  | "Episódio 58" | Sem homenageado | Ilha de São Miguel     | 1 de outubro de 2022   | ASD              |
| 59 | 6  | "Episódio 59" | Sem homenageado | Ovar                   | 8 de outubro de 2022   | ASD              |
| 60 | 7  | "Episódio 60" | Sem homenageado | Estremoz               | 15 de outubro de 2022  | ASD              |
| 61 | 8  | "Episódio 61" | Sem homenageado | Chaves                 | 5 de novembro de 2022  | ASD              |
| 62 | 9  | "Episódio 62" | Sem homenageado | Marinha Grande         | 12 de novembro de 2022 | ASD              |
| 63 | 10 | "Episódio 63" | Sem homenageado | Lamego                 | 19 de novembro de 2022 | ASD              |
| 64 | 11 | "Episódio 64" | Sem homenageado | Ponte da Barca         | 26 de novembro de 2022 | ASD              |
| 65 | 12 | "Episódio 65" | Marante         | Mesão Frio             | 27 de novembro de 2022 | ASD              |
| 66 | 13 | "Episódio 66" | Gonçalo Ramos   | Olhão                  | 10 de dezembro de 2022 | ASD              |

## Temporada 7
A sétima temporada de Terra Nossa estreou a 1 de julho de 2023, na SIC. O programa é apresentado por César Mourão.

### Episódios
| #  | ## | Título        | Homenageado     | Localidade Homenageada   | Exibição original      | Cód. de produção |
| -- | -- | ------------- | --------------- | ------------------------ | ---------------------- | ---------------- |
| 67 | 1  | "Episódio 67" | Sem homenageado | Odemira                  | 1 de julho de 2023     | ASD              |
| 68 | 2  | "Episódio 68" | Sem homenageado | Vila Nova de Gaia        | 8 de julho de 2023     | ASD              |
| 69 | 3  | "Episódio 69" | Sem homenageado | Reguengos de Monsaraz    | 15 de julho de 2023    | ASD              |
| 70 | 4  | "Episódio 70" | Sem homenageado | Baião                    | 22 de julho de 2023    | ASD              |
| 71 | 5  | "Episódio 71" | Sem homenageado | Faro                     | 5 de agosto de 2023    | ASD              |
| 72 | 6  | "Episódio 72" | Sem homenageado | Arcos de Valdevez        | 12 de agosto de 2023   | ASD              |
| 73 | 7  | "Episódio 73" | Sem homenageado | Arraiolos                | 19 de agosto de 2023   | ASD              |
| 74 | 8  | "Episódio 74" | Sem homenageado | Alijó                    | 2 de setembro de 2023  | ASD              |
| 75 | 9  | "Episódio 75" | Sem homenageado | Porto de Mós             | 9 de setembro de 2023  | ASD              |
| 76 | 10 | "Episódio 76" | Sem homenageado | Alfândega da Fé          | 16 de setembro de 2023 | ASD              |
| 77 | 11 | "Episódio 77" | Sem homenageado | Freixo de Espada à Cinta | 23 de setembro de 2023 | ASD              |
| 78 | 12 | "Episódio 78" | Sem homenageado | Águeda                   | 7 de outubro de 2023   | ASD              |
| 79 | 13 | "Episódio 79" | Sem homenageado | Alcochete                | 14 de outubro de 2023  | ASD              |
| 80 | 14 | "Episódio 80" | Sem homenageado | Miranda do Corvo         | 21 de outubro de 2023  | ASD              |
| 81 | 15 | "Episódio 81" | Sem homenageado | Torres Vedras            | 28 de outubro de 2023  | ASD              |
| 82 | 16 | "Episódio 82" | Sem homenageado | Rio de Janeiro           | 4 de novembro de 2023  | ASD              |
| 83 | 17 | "Episódio 83" | Sem homenageado | San Diego                | 18 de novembro de 2023 | ASD              |
| 84 | 18 | "Episódio 84" | Sem homenageado | Sydney                   | 2 de dezembro de 2023  | ASD              |

## Temporada 8
A oitava temporada de Terra Nossa estreou a 8 de junho de 2024, na SIC. O programa é apresentado por César Mourão e é exibido aos sábados. Entre os episódios 94-97 (10-13 na temporada), o programa foi exibido aos domingos.

### Produção
A 14 de janeiro de 2024, foi confirmado pela SIC que o programa foi renovado para uma oitava temporada, contando novamente com a apresentação de César Mourão. As gravações começaram em abril de 2024.

### Episódios
| #                                           | ## | Título         | Localidade Homenageada | Exibição original      | Audiências (em milhões) |
| ------------------------------------------- | -- | -------------- | ---------------------- | ---------------------- | ----------------------- |
| 85                                          | 1  | "Episódio 85"  | Ponte de Sôr           | 8 de junho de 2024     | ASD                     |
| 86                                          | 2  | "Episódio 86"  | Espinho                | 15 de junho de 2024    | ASD                     |
| 87                                          | 3  | "Episódio 87"  | Ilha Terceira          | 29 de junho de 2024    | ASD                     |
| 88                                          | 4  | "Episódio 88"  | Gondomar               | 6 de julho de 2024     | ASD                     |
| 89                                          | 5  | "Episódio 89"  | Albufeira              | 13 de julho de 2024    | ASD                     |
| 90                                          | 6  | "Episódio 90"  | Vizela                 | 20 de julho de 2024    | ASD                     |
| 91                                          | 7  | "Episódio 91"  | Santa Maria da Feira   | 3 de agosto de 2024    | ASD                     |
| 92                                          | 8  | "Episódio 92"  | Vieira do Minho        | 10 de agosto de 2024   | ASD                     |
| 93                                          | 9  | "Episódio 93"  | Castanheira de Pera    | 17 de agosto de 2024   | ASD                     |
| 94                                          | 10 | "Episódio 94"  | Boston                 | 1 de setembro de 2024  | ASD                     |
| - Este episódio é um 'Especial Emigrantes'. |    |                |                        |                        |                         |
| 95                                          | 11 | "Episódio 95"  | Portalegre             | 8 de setembro de 2024  | ASD                     |
| 96                                          | 12 | "Episódio 96"  | Lagos                  | 16 de setembro de 2024 | ASD                     |
| 97                                          | 13 | "Episódio 97"  | Cidade do Cabo         | 22 de setembro de 2024 | ASD                     |
| - Este episódio é um 'Especial Emigrantes'. |    |                |                        |                        |                         |
| 98                                          | 14 | "Episódio 98"  | São João da Pesqueira  | 5 de outubro de 2024   | ASD                     |
| 99                                          | 15 | "Episódio 99"  | Sesimbra               | 12 de outubro de 2024  | ASD                     |
| 100                                         | 16 | "Episódio 100" | Nelas                  | 2 de novembro de 2024  | ASD                     |
| 101                                         | 17 | "Episódio 101" | Cabeceiras de Basto    | 9 de novembro de 2024  | ASD                     |
| 102                                         | 18 | "Episódio 102" | Gafanha da Nazaré      | 16 de novembro de 2024 | ASD                     |
| 103                                         | 19 | "Episódio 103" | Paredes                | 30 de novembro de 2024 | ASD                     |
| 104                                         | 20 | "Episódio 104" | Soajo                  | 25 de dezembro de 2024 | ASD                     |

### Especial Euro 2024
| Título               | Localidade Homenageada | Exibição original   | Audiências (em milhões) |
| -------------------- | ---------------------- | ------------------- | ----------------------- |
| "Especial Euro 2024" | Colónia                | 22 de junho de 2024 | ASD                     |

## Temporada 9
A nona temporada de Terra Nossa estreou a 21 de junho de 2025, na SIC. O programa é apresentado por César Mourão e é exibido aos sábados.

### Produção
A 21 de fevereiro de 2025, foi noticiado pela imprensa que o programa foi renovado para uma nona temporada, contando novamente com a apresentação de César Mourão. As gravações começaram em abril do mesmo ano.

## Logótipos

27 de maio de 2018 - 31 de dezembro de 2020

4 de setembro de 2021 - presente

### Episódios
| #   | ## | Título         | Localidade Homenageada     | Exibição original   | Audiências (em milhões) |
| --- | -- | -------------- | -------------------------- | ------------------- | ----------------------- |
| 105 | 1  | "Episódio 105" | São Pedro do Sul           | 21 de junho de 2025 | ASD                     |
| 106 | 2  | "Episódio 106" | Lousã                      | 28 de junho de 2025 | ASD                     |
| 107 | 3  | "Episódio 107" | Póvoa de Varzim            | 5 de julho de 2025  | ASD                     |
| 108 | 4  | "Episódio 108" | Arouca                     | 12 de julho de 2025 | ASD                     |
| 109 | 5  | "Episódio 109" | Valongo                    | 26 de julho de 2025 | ASD                     |
| 110 | 6  | "Episódio 110" | Vila Real de Santo António | 2 de agosto de 2025 | ASD                     |

## Prémios
Troféus de Televisão TV 7 Dias/Impala
| Ano  | Prémio                           | Resultado |
| ---- | -------------------------------- | --------- |
| 2020 | Entretenimento - Melhor Programa | Venceu    |
| 2021 | Entretenimento - Melhor Programa | Indicado  |